# Ernst-Lothar von Knorr

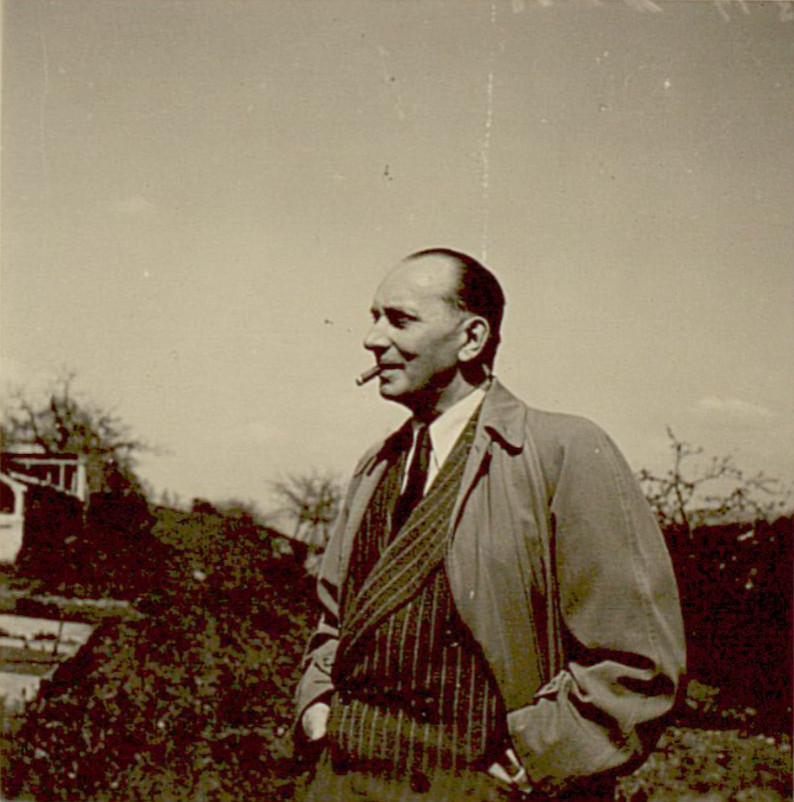
Ernst-Lothar von Knorr

Ernst-Lothar von Knorr (* 2. Januar 1896 in Eitorf/Sieg; † 30. Oktober 1973 in Heidelberg) war ein deutscher Komponist, Musikpädagoge und Musikfunktionär.

## Leben und Wirken

### Zeit bis 1933
Ernst-Lothar (Carl) von Knorr wuchs in Bonn auf. Seine Eltern waren der Apotheker Dr. chem. Karl Ferdinand von Knorr und Eugenie Sophie Merten. Ab 1902 bekam er ersten Violinunterricht. 1907 wurde er in das Kölner Konservatorium aufgenommen. Nach Abitur, Konservatoriumsexamen und Militärdienst wurde er 1919 Violinlehrer an der Musikakademie Heidelberg, 1920 gründete er mit P. Gies die Heidelberger Kammerorchester-Vereinigung. Am 6. Oktober 1923 heiratete er in Gummersbach Elise Siebel, eine Enkelin von Lebrecht Steinmüller, dem Mitbegründer der Papierfabrik L&C Steinmüller. Im gleichen Jahr wurde er Konzertmeister beim Orchester des Djaghilewballetts in München, 1924 folgten Aufbau und Leitung der Volks- und Jugendmusikschule-Süd in Berlin.  In den Jahren 1925 und 1928 wurden sein Sohn Friedrich-Carl und seine Tochter Ellen geboren. Ein drittes Kind (Angelika, *1944) starb kurz nach der Geburt.

### Laufbahn während des „Dritten Reichs“
1937 wurde von Knorr Lehrer an der Staatlichen Hochschule für Musik in Berlin, wo er 1939 eine Professur erhielt. Von 1937 bis zum 31. August 1941 war er zusätzlich Musikreferent des Oberkommandos des Heeres (OKH) und wurde zum Hauptmann, dann zum Major der Wehrmacht befördert. Gegen Ende seiner Amtszeit als Musikreferent des OKH erstellte er 1941 zusammen mit dem General und Generalquartiermeister Eduard Wagner eine Liste verschiedener Musikschaffender, die von Adolf Hitler unterschrieben wurde und eine uk-Stellung von 360 Musikern bedeutete. Ebenso setzte Knorr einige Musikschaffende als Lehrkräfte an den Heeresmusikschulen ein, wodurch sie vom aktiven Kriegsdienst freigestellt waren.
Nach seiner Amtszeit als Musikreferent des OKH wurde er am 31. August 1941 gegen den Widerstand Herbert Gerigks und des Amts Reichsleiter Rosenberg stellvertretender Direktor der Hochschule für Musik und der Militärmusikschule in Frankfurt am Main. Am 9. April 1942 beantragte er die Aufnahme in die NSDAP und wurde zum 1. Juli desselben Jahres aufgenommen (Mitgliedsnummer 8.995.057).

### Ab 1945
Noch 1944 begann von Knorr mit dem Aufbau des Staatlichen Hochschulinstituts für Musikerziehung in Trossingen, an dem er auch Direktor war. 1945 als höherer Beamter zunächst aus dem Dienst entfernt, erhielt er 1948 die Bescheinigung einer nur „geringen [nationalsozialistischen] Belastung“ und konnte seine Tätigkeit weiterführen. Allerdings war die Hochschule ständig von Schließung bedroht; von Knorr bewarb sich daher schon bald auf andere Stellen. 1952 wurde er Direktor der Akademie für Musik und Theater in Hannover. Ab 1955 war er auch militärmusikalischer Berater von Theodor Blank, dem ersten Verteidigungsminister der Bundesrepublik Deutschland,
1956 verstarb seine Frau Elise nach langer Krankheit. Zwei Jahre später heiratete von Knorr die schwedische Musikstudentin Britt-Gun Lidin. Nach seiner Pensionierung 1961 übernahm von Knorr bis 1969 die Leitung der Hochschule für Musik und Theater in seiner alten Heimat Heidelberg.
1961 erhielt Ernst-Lothar von Knorr das Große Bundesverdienstkreuz.

## Nachlass
2014 wurde von Knorrs schriftlicher Nachlass als Schenkung der Badischen Landesbibliothek übereignet. Er umfasst Dokumente unterschiedlichster Art, darunter Kompositionen, umfangreiche Korrespondenzen, Manuskripte, Fotos u. a. aus der Zeit von 1944 bis zu seinem Tod 1973. Frühere Dokumente existieren nur wenige, denn bei einem Bombenangriff auf Frankfurt 1944 wurde von Knorrs damalige Wohnung zerstört, seine Unterlagen, darunter auch die Manuskripte seiner Kompositionen bis zu diesem Zeitpunkt, wurden fast vollständig vernichtet. 
Das Archiv der deutschen Jugendbewegung auf Burg Ludwigstein (Witzenhausen) verwahrt im Bestand zur Jugendmusikbewegung ein Manuskript der Variationen für Flöte, 2 Geigen und Schlagzeug über „Mit Gott so wollen wir loben und ehrn“ von 1929 (Partitur und Stimmen) sowie ein nicht datiertes Notenblatt mit einer Sammlung zweistimmiger Kanons (Wer ein Warum zu leben hat, Das aber ist das Wesen, Wer mit dem Leben spielt, Jeder einzelne unter uns). Dort finden sich auch etliche frühere Briefe von Knorrs (insbesondere Korrespondenz mit dem Musikpädagogen Hilmar Höckner aus den 1920er und 1930er Jahren). 